# Ketevan (album)
Ketevan è il sesto album in studio della cantante anglo-georgiana Katie Melua, pubblicato il 16 settembre 2013.

## Descrizione
Il titolo coincide con il nome di battesimo della cantante, che in seguito ha usato il diminutivo Katie.
Il singolo di lancio dell'album, I Will Be There, è stato pubblicato il 12 luglio 2013, accompagnato da un video che propone una versione live del brano. Il videoclip di Love Is a Silent Thief è stato invece diffuso il 13 settembre 2013. Il 7 ottobre seguente è stato pubblicato il video del brano The Love I'm Frightened On.
La versione iTunes del disco comprende una versione alternativa del brano I Never Fall.

## Tracce
1. Never Felt Less Like Dancing – 4:12 (Mike Batt)
2. Sailing Ships from Heaven – 5:01 (Mike Batt)
3. Love Is a Silent Thief – 3:00 (Katie Melua, Toby Jepson)
4. Shiver and Shake – 2:59 (Katie Melua, Luke Batt)
5. The Love I'm Frightened Of – 3:35 (Luke Batt)
6. Where Does the Ocean Go? – 3:37 (Katie Melua, Luke Batt, Mike Batt)
7. Idiot School – 3:35 (Mike Batt)
8. Mad, Mad Men – 3:21 (Mike Batt)
9. Chase Me – 3:41 (Katie Melua, Toby Jepson)
10. I Never Fall – 2:46 (Katie Melua, Luke Batt)
11. I Will Be There – 4:18 (Mike Batt)

Bonus track per iTunes
1. I Never Fall (Strings Version) – 2:45 (Katie Melua, Luke Batt)

## Classifiche
| Classifica (2013) | Posizione massima |
| ----------------- | ----------------- |
| Austria           | 6                 |
| Danimarca         | 2                 |
| Francia           | 9                 |
| Germania          | 6                 |
| Paesi Bassi       | 5                 |
| Regno Unito       | 6                 |